# Уит, Джордж (1726)
Джордж Уит (англ. George Wythe; 3 декабря 1726 года — 8 июня 1806 года) — первый американский профессор права, известный ученый и судья Вирджинии. Уит первый из семи подписавших декларацию независимости США представителей Вирджинии. Уит также являлся представителем Вирджинии на Континентальном конгрессе и Филадельфийском конвенте. Уит длительное время преподавал и был наставником Томаса Джефферсона, Джона Маршалла, Генри Клея и других людей, которые впоследствии стали американскими лидерами.
Уит, располагавший значительным числом рабов, со временем стал противником рабства и к концу Американской революции освободил их, включив двоих в своё завещание. Другой наследник, внучатый племянник Джордж Уит Суини, решил воспрепятствовать этому и отравил мышьяком бывших рабов и самого Уита, но последний прожил достаточно времени, чтобы изменить последнюю волю и лишить убийцу наследства.

## Ранние года жизни и образование
Джордж Уит родился 3 декабря 1726 года в Честервилле, плантации, которой управляли три поколения семьи Уитов в тогдашнем округе Элизабет-Сити, но теперь Хэмптон, штат Вирджиния. Его прадедом по материнской линии был Джордж Кейт, служитель квакеров и один из первых противников африканского рабства. Его мать Маргарет Уокер из Кекотана была образованной женщиной, воспитанной по квакерским канонам. Она с ранних лет внушала любовь к учёбе своему сыну. В последующие годы Уайт стал известен своим устаревшим платьем квакеров, а также своей нежной манерой общения, из-за которой даже неприветливая собака могла «начать вилять хвостом». После ранней смерти своего отца Уит посещал гимназию в Вильямсбурге. Впоследствии начал юридическую подготовку у своего дяди Стивена Дьюи в округе Принс-Джордж.

## Карьера
Уит был принят в адвокатуру в округе Элизабет-Сити в 1746 году, в том же году умирает его мать. Затем он переехал в округ Спотсилвейния, чтобы начать юридическую практику в нескольких округах Пидмонта. Вскоре он женился на дочери своего наставника Захарии Льюиса по имени Энн. Однако 10 августа 1748 года, примерно через восемь месяцев после свадьбы Энн умерла. Бездетный и скорбящий вдовец вскоре вернулся в Уильямсберг. В итоге Уайт сделал целью своей жизни служение закону. Его девизом был «Secundis dubiisque rectus», что переводится как «Прямиком в процветание и опасность».

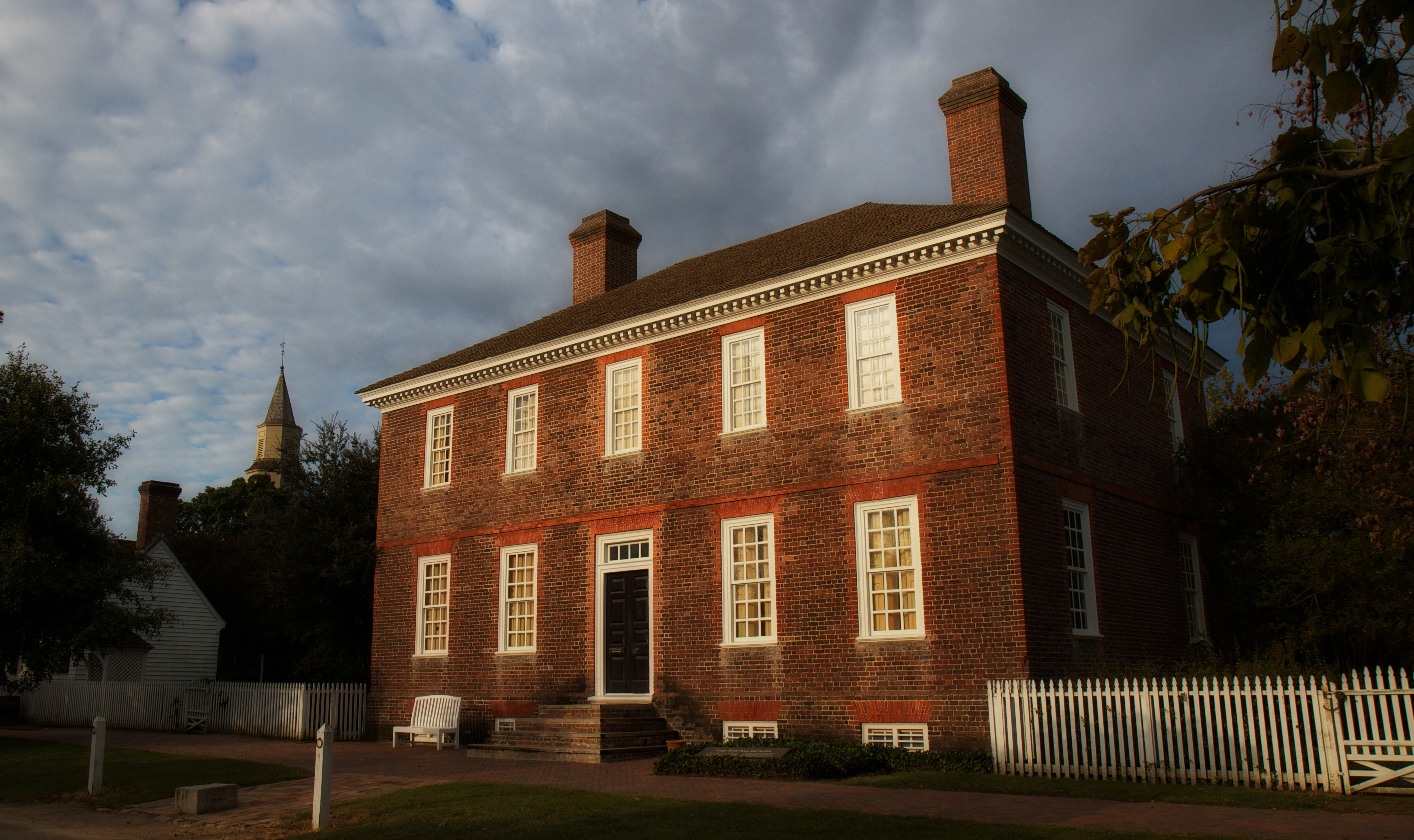
Дом Уита в Уильямсберге

В октябре 1748 семейные связи помогли Уиту получить его первую работу в правительстве, став чиновником в двух влиятельных комитетах Палаты бюргеров: «Привилегии и выборы», «Предложения и обиды». При этом Уит продолжал заниматься юридической практикой в Уильямсберге так как на тот момент такое совмещение деятельности не запрещалось законом.
В 1750 году Уайт был впервые избран олдерменом Уильямсберга.
В период с 1754—1755 года Уит служил в качестве генерального прокурора короля, назначенного лейтенант-губернатором Робертом Динвидди.
Впоследствии Уит сосредотачивается на законодательной карьере при этом продолжая вести частную юридическую практику.
Так на заседании, состоявшимся 22 августа 1754 года, Уит становится членом Палаты Бюргеров.
В 1755 году старший брат Уита Томас умер бездетным. Уит унаследовал плантацию семьи Честервилль и вскоре был назначен на место своего брата (и ранее его отца) в окружной суд города Элизабет. Однако Уит в связи с активной законодательной деятельностью продолжил жить в Уильямсберге.
Впоследствии Уит женится на Элизабет Талиаферро, дочери плантатора Ричарда Талиаферро. В 1756 году Уит возвращается в Палату Бюргеров и работает в различных её комитетах.
В 1759 году Колледж Вильгельма и Марии избирает Уита в качестве своего представителя, впоследствии Уит переизбирался в 1760 и 1761 годах.
Несмотря на то, что Уит известен своей скромностью и выдержкой, он приобрел радикальную репутацию за свою оппозицию в отношении Закона о гербовом сборе 1765 года, в части ограничения вмешательства британского правительства в дела колоний.
В дальнейшем Уит активно участвует в революционной деятельности, связанной с борьбой за независимость от британской колонии плечом к пячу с Джорджем Вашингтоном, Томасом Джефферсоном и другими отцами основателями.
10 мая 1775 года в Филадельфии собрался Континентальный конгресс. Уит был избран делегатом от Вирджинии, чтобы заменить Джорджа Вашингтона, который принял командование Континентальной армией и оставил место в Конгрессе. В сентябре Джордж с женой переехали в Филадельфию, где они были привиты от оспы. В Конгрессе Уит решал многие дела, связанные с военными и финансовыми вопросами. Вирджинские делегаты так высоко ценили его, что дали первым расписаться на Декларации Независимости.
В 1787 году Уит был одним из делегатов Вирджинии на Филадельфийском конвенте.
Коллега-делегат Уильям Пирс считал Уита «одним из наиболее образованных юристов современности».
Педагогическая карьера Уита началась с его назначения в 1761 году в Совет посетителей Колледжа Вильгельма и Мэри.
В течение более двадцати лет Уит обучал многих юристов, а также студентов колледжа. Среди самых известных были будущие президенты Томас Джефферсон и Джеймс Монро; будущие сенаторы Генри Клэй, Литтлтон Уоллер Тейзуэлл и Джон Брекинридж; будущие судьи Вирджинии Сент-Джордж Такер и Спенсер Роэн; будущий член Верховного суда Верховного Суда Бушрод Вашингтон, председатель Верховного суда Джон Маршалл и другие.
Уит активно пользовался своими знаниями в области латыни и греческого языка. Уит известен своей преданностью книгам и любовью к обучению. Уит изначально обучал студентов на индивидуальной основе.
В 1779 году губернатор Джефферсон назначил Уита на вновь созданную кафедру юриспруденции и полиции, сделав Уита первым профессором права в США. Как профессор права, Уит представил систему лекций, основанную на комментариях, опубликованных Уильямом Блэкстоуном, а также на «Новом сокращении закона» Мэтью Бэкона и Актах Ассамблеи Вирджинии. Один из последних учеников Уита, Уильям Манфорд, назвал Уита «одним из самых замечательных людей, которых я когда-либо знал».
В 1777 году Уит становится одним из трёх судьей нового Верховного суда Вирджинии. Последующие годы жизни Уит посвящает отправлению справедливости и правосудию, а также развитию судебной системы.